# Issedon Tholus
L'Issedon Tholus è una struttura geologica della superficie di Marte.